# Список умерших в 1937 году
В этой статье представлен список известных людей, умерших в 1937 году.
См. также: Категория:Умершие в 1937 году

## Январь
- 6 января — Иван Хованский — Герой Советского Союза.
- 9 января — Николай Чечель — политический деятель.
- 10 января — Мартемьян Рютин (46) — советский политический и партийный деятель.
- 11 января — Юлиан Яворский — галицкий литературовед, фольклорист, историк и поэт, общественный деятель русофильской ориентации.
- 13 января — Роберт Тилльярд (55) — австралийско-английский энтомолог, палеонтолог и геолог.
- 17 января — Ричард Болеславский — польско-русско-американский актёр, режиссёр театра и кино, преподаватель актёрского мастерства.
- 22 января — Чарльз Дэвид Джонс Брайант (53)— австралийский художник, писал маслом преимущественно на морские темы.
- 28 января — Николай Татищев — русский офицер, воспитатель князей императорской крови Иоанна и Гавриила Константиновичей.
- 30 января — Георгий Пятаков (46) — советский партийный и государственный деятель.

## Февраль
- 1 февраля — Михаил Богуславский (50) — советский государственный и партийный деятель.
- 1 февраля — Яков Дробнис (46) — советский государственный деятель.
- 1 февраля — Яков Лившиц (40) — заместитель народного комиссара путей сообщения СССР. Фигурант Второго Московского процесса. Расстрелян по приговору суда.
- 1 февраля — Гавриил Пушин — фигурант Второго Московского процесса.
- 1 февраля — Борис Норкин (42) — фигурант Второго Московского процесса, в 1930-е годы — начальник «Кемеровокомбинатстроя». Расстрелян по приговору Военной коллегии Верховного Суда СССР.
- 1 февраля — Иосиф Турок — советский железнодорожник.
- 10 февраля — Александр Смирнов — советский государственный и партийный деятель.
- 11 февраля — Уолтер Гриффин — американский архитектор и дизайнер.
- 12 февраля — Георгий Склезнёв (26) — советский танкист, лейтенант, Герой Советского Союза.
- 14 февраля — Дмитрий Горячкин (69) — русский фельдшер, Герой Труда.
- 18 февраля — Василий Гурко (72) — российский генерал от кавалерии; автор ряда книг.
- 18 февраля — Серго Орджоникидзе (50) — видный советский государственный и партийный деятель, профессиональный революционер; официальная причина смерти — инфаркт.
- 24 февраля — Владимир Липский (73) — украинский учёный, ботаник.

## Март
- 1 марта — Юдель Пэн (82) — российский и белорусский живописец, педагог, видный деятель «еврейского ренессанса» в искусстве начала XX века.
- 3 марта — Йонас Хейска (64) — известный художник Центральной Финляндии.
- 6 марта —Кузьма Билибин — Герой Советского Союза.
- 8 марта — Лев Ахматов (37) — советский государственный и партийный деятель, начальник Отдела трудовых колоний НКВД Украинской ССР, расстрелян.
- 8 марта — Альберт Вервей (71) — нидерландский поэт, переводчик, эссеист.
- 8 марта — Юрий Коцюбинский (40) — украинский советский государственный и партийный деятель.
- 8 марта — Яков Охотников — советский военный и хозяйственный деятель, участник Гражданской войны.
- 8 марта — Сергей Пионтковский — российский советский историк.
- 8 марта — Григорий Фридлянд (39) — советский историк, первый декан исторического факультета МГУ (1934—1936), отец писателя Феликса Светова; расстрелян.
- 9 марта — Николай Голубенко (39) — советский политический деятель, ответственный секретарь Киевского губернского комитета КП(б) Украины (1921), расстрелян.
- 10 марта — Евгений Замятин (53) — русский писатель.
- 10 марта — Ян Лацис (39) — советский военный деятель, комкор.
- 14 марта — Степан Варданиан (36) — российский революционер, советский государственный и партийный деятель.
- 15 марта — Говард Филлипс Лавкрафт (46) — американский писатель, поэт и журналист.
- 18 марта — Семён Семковский (54) — советский учёный-философ; расстрелян.
- 18 марта — Уолтер Фроггат (78) — австралийский энтомолог.
- 18 марта — Лидия Чарская (62) — русская писательница, актриса.
- 21 марта — Леван Гогоберидзе (41) — советский государственный и партийный деятель, 1-й секретарь ЦК КП(б) Грузии (1930), расстрелян.
- 21 марта — Александр Нидермиллер (85) — известный деятель русского флота, вице-адмирал.
- 24 марта — Василий Головин (43) — советский государственный и партийный деятель, председатель Исполнительного комитета Свердловского областного Совета (1934—1937), расстрелян.
- 27 марта — Александр Ильин — ростовский археолог, историк, преподаватель, один из основателей Ростовского городского музея.
- 28 марта — Лев Гольдич (43) — советский государственный и партийный деятель, председатель Исполнительного комитета Алтайского губернского Совета (1923—1924), покончил жизнь самоубийством.
- 29 марта — Фёдор Кёнеман (63) — российский пианист и композитор.
- 30 марта — Борис Великовский (59) — московский архитектор.

## Апрель
- 2 апреля — Натан Бирнбаум (72) — ранний теоретик еврейской национальной идеи.
- 3 апреля — Анатолий Ливен (63) — русский офицер.
- 8 апреля — Михаил Вольский (39) — советский государственный и партийный деятель, и. о. председателя Исполнительного комитета Дальне-Восточного краевого Совета (1937), расстрелян.
- 9 апреля — Артур Салливан (40) — британский военный деятель, кавалер Креста Виктории; несчастный случай.
- 11 апреля — Дмитрий Жилунович (49) — белорусский поэт, редактор, глава Временного рабоче-крестьянского правительства Советской Социалистической Республики Белоруссия.
- 13 апреля — Илья Ильф (39) — русский советский писатель и журналист, соавтор книг «Двенадцать стульев», «Золотой телёнок», «Одноэтажная Америка»; туберкулёз.
- 21 апреля — Сурен Шадунц — первый секретарь ЦК Компартии Таджикистана.
- 22 апреля — Иосиф Адамович (40) — советский государственный и партийный деятель.
- 27 апреля — Теодор ван де Велде (64) — голландский гинеколог, сексолог, директор Института гинекологии в Харлеме; авиакатастрофа.
- 27 апреля — Антонио Грамши (46) — итальянский публицист, основатель и руководитель Итальянской коммунистической партии, теоретик марксизма; кровоизлияние в мозг.
- 28 апреля — Михаил Кобецкий — российский революционер, деятель Коминтерна.

## Май
- 3 мая — Вольдемар Пухк (45) — эстонский дипломат, юрист и экономист.
- 3 мая — Феодосий (Ганицкий) — епископ Русской православной церкви, епископ Коломенский и Бронницкий.
- 12 мая:
  - Константин Колесников (28) — Герой Советского Союза;
  - Сесил Мирз (60), английский военный, профессиональный путешественник, участник антарктической экспедиции Роберта Скотта;
  - Карл Петтерсон (61) — шведский моряк, который стал вождём острова Табар в Папуа-Новой Гвинее после кораблекрушения в 1904 году.
- 13 мая — Джон Линкольн Клем (85) — один из самых молодых солдат, участвовавших в Гражданской войне в США, и самый молодой унтер-офицер в военной истории Соединённых штатов.
- 13 мая — Екатерина Джугашвили — мать Иосифа Сталина.
- 16 мая — Петр (Соколов) (73) — епископ Русской православной церкви, архиепископ Воронежский и Задонский.
- 16 мая — Дмитрий Хорват (78) — русский генерал-лейтенант.
- 24 мая — Тенгиз Жгенти (50) — советский государственный и партийный деятель.
- 26 мая — Григорий Колос (45) — украинский советский государственный и военный деятель, революционер, большевик, участник гражданской войны.
- 26 мая — Карел Крамарж (76) — чешский политический деятель, первый премьер-министр независимой Чехословакии.
- 28 мая — Альфред Адлер (67) — австрийский психолог, психиатр и мыслитель, создатель системы индивидуальной психологии.
- 31 мая — Пётр Агниашвили (39) — грузинский революционер, советский партийный и государственный деятель.
- 31 мая — Ян Гамарник (42) — советский военачальник, государственный и партийный деятель, армейский комиссар 1-го ранга.

## Июнь
- 1 июня — Василий Шкафер (69—70) — русский советский оперный певец.
- 5 июня — Марк Авсарагов (58) — советский политический деятель, председатель ЦИК Горской АССР (1924).
- 7 июня — Джин Харлоу (26) — знаменитая американская актриса, кинозвезда и секс-символ 1930-х годов.
- 11 июня — Мате Залка (41) — венгерский писатель и революционер, активный участник гражданских войн в России 1918—1921 и Испании 1936—1939.
- 11 или 12 июня — Михаил Тухачевский (44) — советский военный деятель, Маршал Советского Союза (1935); расстрелян.
- 12 июня — Август Корк (49) — военспец, командующий армиями в период Гражданской войны.
- 12 июня — Виталий Примаков (39) — советский военачальник, командир красного казачества в Гражданскую войну, комкор.
- 12 июня — Витовт Путна (44) — советский военный деятель; комкор (1935). Расстрелян в ходе репрессий в РККА.
- 12 июня — Иероним Уборевич (41) — советский военный и политический деятель, командарм 1-го ранга. Расстрелян по «делу Тухачевского» .
- 12 июня — Борис Фельдман (37) — советский военный деятель; расстрелян.
- 12 июня — Роберт Эйдеман (42) — советский военный деятель, комкор.
- 12 июня — Иона Якир (40) — советский военный деятель.
- Между 12 и 15 июня — Венедикт Март (Венедикт Николаевич Матвеев) (40 или 41) — российский поэт и писатель, сын писателя и переводчика-япониста Николая Матвеева, отец поэта Ивана Елагина; расстрелян (род. в 1896).
- 16 июня — Андрей Солькин — советский государственный деятель.
- 16 июня — Александр Червяков (45) — советский партийный и государственный деятель.
- 17 июня — Игорь Терентьев — поэт, художник, театральный режиссёр, представитель русского авангарда.
- 18 июня — Гастон Думерг (73) — французский государственный и политический деятель, президент Франции (Третья республика, 1924—1931).
- 18 июня — Николай Лунин (84) — советский педиатр.
- 18 июня — Алексей Бялыницкий-Бируля (72) — русский зоолог, член-корреспондент АН СССР.
- 19 июня — Джеймс Барри (77) — шотландский драматург и романист.
- 19 июня — Юрий Саблин (39) — советский военный деятель.
- 20 июня — Марк Гай (38) — видный деятель ВЧК-ОГПУ-НКВД СССР.
- 20 июня — Вячеслав Зоф — советский военный и государственный деятель.
- 20 июня — Ян Стэн (38) — советский политический деятель, философ, специалист по диалектике, гносеологии, социальной философии.
- 21 июня — Симеон Ванков (79) — болгарский офицер, позднее генерал-майор российской армии.
- 21 июня — Николай Голодед (43) — советский государственный и партийный деятель.
- 21 июня — Янис Паулюкс (71) — политический и общественный деятель.
- 27 июня — Александр Ахметели (51) — советский грузинский театральный режиссёр, народный артист Грузинской ССР.
- 28 июня — Макс Адлер (64) — австрийский философ, социолог и педагог, один из лидеров австрийской социал-демократии, теоретик австромарксизма и неокантианского «этического социализма».

## Июль
- 1 июля — Илья Гарькавый (48) — советский военный деятель, комкор.
- 1 июля — Анатолий Геккер (48) — советский военный деятель, начальник XI-го отдела Разведывательного управления РККА, комкор, расстрелян.
- 2 июля — Николай Минский (82) — русский поэт и писатель-мистик.
- 3 июля — Борис Горбачёв (44) — советский военный деятель, комкор.
- 6 июля — Богдан-Игорь Антонич (27) — украинский поэт, прозаик, переводчик, литературовед.
- 7 июля — Леонид Браиловский (70) — русский архитектор, художник, сценограф, декоратор и преподаватель.
- 7 июля — Владимир Буковский — сенатор Латвийской республики, профессор Латвийского университета.
- 8 июля — Диана Абгар (77) — армянская писательница, публицист, дипломат.
- 8 июля — Аксел Бакунц (38) — армянский писатель-прозаик, кино-сценарист, переводчик и активист.
- 8 июля — Владимир Богуцкий (46) — советский политический деятель, председатель Харьковского городского Совета (1935—1937), расстрелян.
- 9 июля — Фёдор Ковров — советский танкист, младший командир, командир танка 4-й отдельной механизированной бригады, Герой Советского Союза.
- 9 июля — Алексей Никонов (26) — Герой Советского Союза.
- 10 июля — Абрам Абрамович (27) — Герой Советского Союза.
- 10 июля — Буду Мдивани — советский государственный и партийный деятель.
- 10 июля — Георгий Элиава (45) — грузинский микробиолог, работал с бактериофагами.
- 13 июля — Михаил Алафузо (45) — советский военачальник, комкор.
- 13 июля — Михаил Бойчук (54) — художник-монументалист и живописец, педагог.
- 15 июля — Герман Биткер (42) — советский государственный и партийный деятель, торговый представитель СССР в Австрии, расстрелян.
- 15 июля — Василий Чечвянский (49) — советский украинский писатель, юморист и сатирик.
- 16 июля — Павел Васильев (27) — русский советский поэт; расстрелян.
- 19 июля — Теофил Окуневский (78) — западноукраинский общественный и политический деятель.
- 22 июля — Паоло Яшвили (42) — грузинский советский поэт и общественный деятель.
- 25 июля — Янис Акуратерс (61) — латвийский писатель.
- 26 июля — Хабала Бесланеев (51) — советский государственный и партийный деятель, прокурор Кабардино-Балкарской автономной области) (1929—1930), расстрелян.
- 27 июля — Ханс Даль (88) — норвежский художник.
- 28 июля — Аматуни Аматуни — 1-й секретарь ЦК КП(б) Армении
- 28 июля — Муслим Магомаев (старший) (51) — азербайджанский советский композитор и дирижёр, один из основоположников азербайджанской классической музыки; дед певца Муслима Магомаева.
- 29 июля — Карл Ландер (54) — советский государственный и партийный деятель.
- 29 июля — Иаков (Маскаев) (57) — архиепископ Барнаульский. Причислен к лику святых Русской православной церкви в 2000.
- 29 июля — Пётр Парфёнов (43) — русский поэт, писатель.
- 29 июля — Сергий (Васильков) (75) — епископ Русской Православной Церкви.
- 29 июля — Василий Яковенко (48) — организатор партизанского движения в Сибири в период Гражданской войны, советский государственный деятель.

## Август
- 1 августа — Мятаджи — Туркменский поэт.
- 10 августа — Ян Вигура (57) — польский юрист, депутат Государственной думы I созыва от Радомской губернии.
- 13 августа — Александр Воронский (52) — советский государственный и партийный деятель, председатель Иваново-Вознесенского губернского комитета РКП(б) (1919), расстрелян.
- 13 августа — Иван Приблудный (31) — русский советский поэт.
- 13 августа — Сигизмунд Леваневский — Герой Советского Союза.
- 13 августа — Самуил Чудновский(48) — чекист, известный своим участием в расстреле Верховного Правителя России адмирала А. В. Колчака.
- 14 августа — Георгий Прокофьев — Комиссар государственной безопасности 1-го ранга.
- 14 августа — Семён Фирин — видный деятель ЧК-ГПУ-НКВД СССР, старший майор госбезопасности.
- 16 августа — Степан Бирман (46) — венгерский социалист.
- 18 августа — Ираклий Джабадари (45) — грузинско-французский пианист и композитор.
- 19 августа — Эдуард Валента (80) — австрийский химик, фотохимик, фотограф и педагог.
- 19 августа — Саак Тер-Габриэлян (51) — советский партийный, государственный и политический деятель.
- 19 августа — Александр Хотовицкий (65) — священник Русской Церкви; протопресвитер.
- 21 августа — Адольф Варский (69) — польский революционер, деятель социалистического и коммунистического движений Польши.
- 21 августа — Борис Гордон (40) — деятель ВЧК — ОГПУ — НКВД, начальник Архангельского губернского отдела ГПУ (1925—1926), расстрелян.
- 21 августа — Фёдор Карин — советский разведчик-нелегал. Корпусной комиссар.
- 25 августа — Теодор Грикман (46) — деятель ВЧК — ОГПУ — НКВД, председатель Туркестанской ЧК (1919), расстрелян.
- 25 августа — Иван Федоров — иерей, священномученик, местночтимый святой Украинской Православной Церкви.
- 27 августа — Сергей Дубинский (52) — белорусский археолог и историк.
- 29 августа — Николай Ильин (36) — один из пионеров ракетной техники, начальник Газодинамической лаборатории, интендант 2-го ранга РККА.
- 29 августа — Иван Замыслов (63) — крестьянин, депутат Государственной думы Российской империи I созыва от Костромской губернии.
- 29 августа — Панас Любченко (40) — советский и украинский политический деятель.

## Сентябрь
- 1 сентября — Георгий Гвахария (36) — революционер, государственный деятель, директор Макеевского металлургического завода.
- 2 сентября — Никита Алексеев (45) — советский политический деятель, народный комиссар лёгкой промышленности Украинской ССР (1937), расстрелян.
- 2 сентября — Александр Асаткин-Владимирский (Асаткин) (51) — советский государственный и партийный деятель, председатель Исполнительного комитета Дальне-Восточного краевого Совета, расстрелян.
- 2 сентября — Аркадий Асков (39) — советский государственный и партийный деятель, генеральный консул СССР в Кобе, расстрелян.
- 2 сентября — Яков Бодеско-Михали (45) — советский государственный и партийный деятель, начальник Бурят-Монгольского областного отдела ГПУ (1929—1931), расстрелян.
- 2 сентября — Иван Гаврилов (54) — советский государственный и партийный деятель, народный комиссар коммунального хозяйства Украинской ССР (1932—1933), расстрелян.
- 2 сентября — Пьер де Кубертен (74) — французский спортивный и общественный деятель, историк, педагог, литератор; инициатор организации современных Олимпийских игр (проводятся с 1896).
- 2 сентября — Станислав Мессинг — деятель ОГПУ/НКВД СССР.
- 2 сентября — Александр Шляпников — российский революционер, советский государственный деятель, лидер группы «рабочей оппозиции».
- 3 сентября — Фёдор Голуб (34) — советский государственный и партийный деятель, председатель Исполнительного комитета Одесского областного Совета (1933—1935), расстрелян.
- 4 сентября — Алексий (Орлов) (75) — архиепископ Омский. Причислен к лику святых Русской православной церкви в 2000 году.
- 4 сентября — Александр Боярский (44) — председатель Могилёвского военно-революционного комитета (1917—1918), расстрелян.
- 4 сентября — Анатолий Иорданский (48) — советский политический деятель, председатель Исполнительного комитета Костромского губернского Совета (1919), расстрелян.
- 4 сентября — Игнатий Рейсс (Порецкий) (род. в 1899) — деятель ЧК-ОГПУ-НКВД, видный разведчик, невозвращенец; убит спецгруппой НКВД в Швейцарии.
- 5 сентября — Семен Оськин (57) — иерей Русской православной церкви, священномученик, местночтимый святой Украинской Православной Церкви.
- 5 сентября — Сергей Урусов (75) — общественный и политический деятель Российской империи.
- 8 сентября — Семён Венцов-Кранц (40) — советский военный деятель, комдив.
- 8 сентября — Нектарий (Трезвинский) (48) — епископ Православной Российской Церкви.
- 9 сентября — Павел Бушуев (47) — советский государственный и партийный деятель, председатель СНК Автономной Карельской ССР — Карельской АССР (1935—1937), расстрелян.
- 9 сентября — Пётр Ирклис (50) — советский политический деятель, 1-й секретарь Карельского областного комитета ВКП(б) (1935—1937), расстрелян.
- 10 сентября — Антон Вайнов (39) — деятель ВКП(б).
- 10 сентября — Дамаскин (Цедрик) (59) — епископ Православной Российской Церкви.
- 10 сентября — Сергей Сырцов (56) — советский государственный деятель, третий председатель СНК РСФСР.
- 10 сентября — Сергей Третьяков (45) — русский публицист, драматург, поэт-футурист.
- 13 сентября — Арчил Мдивани (26) — один из сильнейших теннисистов СССР 30-х годов XX столетия.
- 14 сентября — Томаш Масарик (87) — чешский социолог и философ, общественный и государственный деятель, один из лидеров движения за независимость Чехословакии, а после завоевания ей независимости — первый президент республики (1918—1935).
- 14 сентября — Николай Устрялов (46) — русский правовед, философ, политический деятель.
- 15 сентября — Александр Адамович (37) — государственный и партийный деятель БССР.
- 15 сентября — Владимир Моринский (54) — священник, святой Русской православной церкви, причислен к лику святых как священномученик в 2000 году для общецерковного почитания.
- 17 сентября — Вениамин Гантман (46) — советский государственный и партийный деятель, 1-й секретарь Областного комитета ВКП(б) Мордовской автономной области (1932—1934), расстрелян.
- 20 сентября — Константин Волевач (38) — советский государственный деятель, прокурор Донецкой области (1932—1934), расстрелян.
- 20 сентября — Лев Карахан (48) — революционер, советский дипломат.
- 20 сентября — Иван Теодорович (62) — российский революционер, советский государственный деятель, историк революционного движения.
- 21 сентября — Альберт Лапин (38) — советский военачальник.
- 26 сентября — Александр Бербеко — военный лётчик, участник Гражданской войны, дважды Краснознамёнец.
- 26 сентября — Эдуард Панцержанский (49) — русский и советский военно-морской деятель.
- 26 сентября — Бесси Смит (43) — американская певица, одна из наиболее известных и влиятельных исполнительниц блюза 20-х-30-х годов; автокатастрофа.
- 26 сентября — Льюис Эндрюс (41) — австралийский военнослужащий.
- 27 сентября — Ахмед Биишев (41) — советский государственный и партийный деятель, ответственный секретарь Башкирского областного комитета РКП(б) (1921), расстрелян.
- 27 сентября — Алихан Букейханов (71) — казахский общественный деятель, преподаватель, журналист, этнограф.
- 27 сентября — Хаджи Габидуллин (39) — советский государственный и партийный деятель, председатель СНК Татарской АССР (1924—1927), расстрелян.
- 27 сентября — Нымгет Нурмаков (41) — казахский политический деятель.
- 28 сентября — Иона Енов-Ходорковский — советский государственный деятель.
- 28 сентября — Рамсей Смит (77) — шотландский врач, натуралист, антрополог религии и государственный служащий.
- 29 сентября — Артемий Геурков (36) — советский партийный и государственный деятель.
- 30 сентября — Азарий Азарин (40) — советский актёр, художественный руководитель театра им. Ермоловой.
- 30 сентября — Владимир Воробьёв (61) — российский и советский анатом.

## Октябрь
- 3 октября — Иван Кабаков (45) — советский политический деятель, 1-й секретарь Свердловского областного комитета ВКП(б) (1934—1937), расстрелян.
- 3 октября — Вилли Леов (50) — один из основателей Коммунистической партии Германии, сподвижник Эрнста Тельмана.
- 3 октября — Назир Тюрякулов (45) — советский партийный и государственный деятель, дипломат, журналист, филолог.
- 3 октября — Александр Чаянов (49) — российский экономист, социолог, социальный антрополог.
- 4 октября — Владимир Вольский (60) — политический деятель конца XIX — начала XX века, один из видных эсеров.
- 4 октября — Михаил Либер (57) — один из лидеров меньшевиков.
- 4 октября — Тюрябек Османов (44) — банкир, организатор финансово-кредитного дела в Казахстане.
- 4 октября — Владимир Трутовский — российский революционер.
- 4 октября — Владимир Юринец — советский учёный-философ.
- 6 октября — Михаил Богданов (56) — советский государственный и партийный деятель, председатель Центрального Совета Осоавиахима Украинской ССР (1928), расстрелян.
- 8 октября — Сергей Клычков (48) — русский поэт, прозаик и переводчик; расстрелян.
- 9 октября — Александр Благонравов (43) — советский государственный и партийный деятель, 1-й секретарь Коми-Пермяцкого окружного комитета ВКП(б) (1937), расстрелян.
- 10 октября — Авром Абчук — советский еврейский писатель и критик.
- 10 октября — Александр Аракелян (56) — советский политический деятель, председатель Временного Исполнительного комитета Бакинского Совета (1918), расстрелян.
- 10 октября — Иосиф Бадеев (57) — советский государственный и партийный деятель, ответственный секретарь Молдавского областного комитета КП(б) Украины, расстрелян.
- 10 октября — Антон Вайнов (40) — советский государственный и партийный деятель, председатель Исполнительного комитета Областного Совета Ойратской автономной области (1924—1931), расстрелян.
- 10 октября — Георгий Горбачёв (40) — русский советский литературовед и литературный критик.
- 10 октября — Михаил Митроцкий — протоиерей Русской православной церкви. Член IV Государственной думы.
- 11 октября — Иван Алагызов (49) — советский политический деятель, председатель Исполнительного комитета Областного Совета Ойратской автономной области (1933—1934), расстрелян.
- 11 октября — Иосиф Исаакович Бадеев (Суслик) (57) — советский политический деятель, ответственный секретарь Молдавского областного комитета КП(б) Украины (1924—1928), расстрелян.
- 11 октября — Хаим Богопольский (46) — советский государственный и партийный деятель, ответственный секретарь Молдавского областного комитета КП(б) Украины (1928—1930), расстрелян.
- 11 октября — Григорий Гуркин (67) — алтайский художник.
- 11 октября — Николай Кропоткин (65) — курляндский и лифляндский вице-губернатор.
- 11 октября — Григорий Старый (56) — участник революционного движения в Молдавии и на Украине.
- 13 октября — Гамбай Везиров (38) — советский и азербайджанский военный деятель, комдив, генерал-майор.
- 13 октября — Ханафи Баба оглы Зейналл — азербайджанский советский литературовед.
- 13 октября — Вели Хулуфлу (43) — азербайджанский советский писатель.
- 13 октября — Бекир Чобан-заде (44) — крымскотатарский поэт, учёный-тюрколог.
- 14 октября — Карл Бауман (45) — советский партийный деятель.
- 15 октября — Константин Гулый (50) — советский государственный и партийный деятель, народный комиссар труда Украинской ССР (1926—1932), расстрелян.
- 15 октября — Артур Зборжил (52) — австро-венгерский теннисист, призёр Олимпийских игр.
- 15 октября — Евгений Михальский (40) — выдающийся поэт на языке эсперанто.
- 17 октября — Дмитрий Бузько — украинский советский прозаик и поэт.
- 19 октября — Алексей Ганзен (61) — российский художник-маринист, профессор, коллекционер.
- 21 октября — Амвросий (Астахов) (77) — архимандрит, святой Русской православной церкви.
- 21 октября — Алексей Чапыгин (67) — русский советский писатель.
- 22 октября — Николай Шатров (31) — Герой Советского Союза.
- 23 октября — Владимир Крылович (42) — белорусский советский актёр театра и кино, педагог. Один из основателей белорусского театрального искусства.
- 23 октября — Михаил Семенко — поэт, основоположник и теоретик украинского футуризма.
- 23 октября — Феодор (Яковцевский) (70) — епископ Русской православной церкви.
- 24 октября — Рафаил (Воропаев) — епископ Древлеправославной Церкви Христовой (старообрядцев, приемлющих белокриницкую иерархию), епископ Харьковский и Киевский.
- 25 октября — Юрий Войцеховский (54) — советский государственный и партийный деятель, секретарь Президиума Всеукраинского ЦИК (1932—1936), расстрелян.
- 25 октября — Сергей Волконский (77) — российский театральный деятель, режиссёр, критик, мемуарист, литератор.
- 25 октября — Михаил Голубятников (40) — советский государственный и партийный деятель, народный комиссар коммунального хозяйства Украинской ССР (1934—1937), расстрелян.
- 25 октября — Степан Горяной (37) — советский государственный и партийный деятель, председатель Исполнительного комитета Винницкого областного Совета (1937), расстрелян.
- 26 октября — Василий Боговой (45) — советский военный деятель, комбриг, расстрелян.
- 26 октября — Иван Герасимов (43) — советский государственный и партийный деятель, управляющий делами СНК РСФСР (1930—1937).
- 26 октября — Александр Догадов (49) — советский государственный и партийный деятель, народный комиссар рабоче-крестьянской инспекции ЗСФСР (1931—1934), расстрелян.
- 26 октября — Григорий Мельничанский — российский революционер, советский профсоюзный деятель.
- 26 октября — Казимир Циховский — польский революционер, председатель ЦИК Литовско-Белорусской советской социалистической республики, деятель Коминтерна.
- 27 октября — Ильяс Алкин (41) — географ, специалист по картам Средней Азии, член Всероссийского учредительного собрания.
- 27 октября — Кирилл Горлинский-Гутник (46) — советский государственный и партийный деятель, 1-й секретарь Шепетовского окружного комитета КП(б) Украины (1936), расстрелян.
- 27 октября — Эрнест Дрезен — российский и советский интерлингвист и эсперантолог, руководитель Союза эсперантистов советских республик.
- 27 октября — Камилла Крушельницкая — руководительница нелегального католического кружка в Москве в первой половине 1930-х годов. Деятельница Римско-католической церкви.
- 27 октября — Шириншо Шотемор (37) — таджикский советский политический, партийный и государственный деятель.
- 28 октября — Анатолий Горянов-Горный (39) — начальник Управления Волго-Донского канала Народного комиссариата водного транспорта СССР (1937), расстрелян.
- 28 октября — Иосиф Довбор-Мусницкий (70) — русский и польский генерал.
- 29 октября — Алесь Дударь (32) — белорусский советский поэт, критик, романист, переводчик.
- 29 октября — Михась Зарецкий (35) — белорусский советский писатель.
- 29 октября — Иосиф Кореневский (49) — советский белорусский учёный-педагог.
- 29 октября — Валерий Моряков (28) — белорусский поэт и переводчик.
- 29 октября — Виктор Яркин (47) — председатель ЧК БССР, член ЦБ КП(б)Б, ЦК КП(б) ЛиБ, ЦИК БССР и ЦИК Литовско-Белорусской ССР.
- 30 октября — Александр (Щукин) (46) — епископ Русской православной церкви, архиепископ Семипалатинский.
- 30 октября — Павел Акулинушкин (38) — советский политический деятель,1-й секретарь Красноярского краевого комитета ВКП(б) (1935—1935), расстрелян.
- 30 октября — Иван Акулов (49) — советский партийный и государственный деятель, первый Прокурор СССР. Репрессирован, реабилитирован посмертно.
- 30 октября — Николай Барышев (39) — советский государственный и партийный деятель, председатель Исполнительного комитета Саратовского областного Совета(1937), расстрелян.
- 30 октября — Семён Брикке (39) — советский государственный и партийный деятель, уполномоченный Комиссии партийного контроля при СНК СССР по Азово-Черноморскому краю (1935—1937), расстрелян.
- 30 октября — Александр Брыков (48) — советский государственный и партийный деятель, председатель Исполнительного комитета Средне-Волжского краевого Совета (1929—1932), расстрелян.
- 30 октября — Арон Гайстер (38) — советский государственный деятель, экономист—аграрник.
- 30 октября — Семён Голюдов (41) — советский государственный и партийный деятель, 1-й секретарь Читинского областного комитета ВКП(б) (1934—1935), расстрелян.
- 30 октября — Николай Демченко — советский партийный и государственный деятель.
- 30 октября — Авель Енукидзе (60) — советский государственный и политический деятель, близкий друг Сталина, приходился крёстным отцом его жене Надежде Аллилуевой; расстрелян.
- 30 октября — Иван Жуков (48) — советский политический деятель, народный комиссар местной промышленности РСФСР (1936—1937), расстрелян.
- 30 октября — Иван Иванов (45) — советский политический деятель, председатель Исполнительного комитета Азово-Черноморского краевого Совета (1937), расстрелян.
- 30 октября — Алексей Киселёв (58) — советский политический деятель, народный комиссар рабоче-крестьянской инспекции РСФСР (1923—1924), расстрелян.
- 30 октября — Иван Кодацкий (44) — советский политический деятель, председатель Ленинградского городского Совета (1931—1937), расстрелян.
- 30 октября — Александр Криницкий (43) — революционер, советский политический деятель; расстрелян.
- 30 октября — Иван Павлуновский — советский политический деятель, революционер.
- 30 октября — Владимир Полонский (44) — революционер, советский партийный и профсоюзный деятель.
- 30 октября — Михаил Разумов — советский политический деятель.
- 30 октября — Григорий Ракитов (44) — участник Гражданской войны, советский военный и политический деятель.
- 30 октября — Владимир Трубецкой — русский советский писатель.
- 30 октября — Мендель Хатаевич (44) — советский партийный и государственный деятель, первый секретарь Днепропетровского обкома КП(б)У в 1933—1937 годах.
- 30 октября — Владимир Шубриков (44) — советский партийный и государственный деятель.
- 31 октября — Антон Балицкий (46) — белорусский государственный деятель; нарком просвещения Белорусской ССР.
- 31 октября — Фауст Лопатинский (38) — украинский советский режиссёр театра и кино.

## Ноябрь
- 2 ноября — Владимир Иохельсон — российский этнограф, основоположник юкагироведения, один из ведущих исследователей Севера, политический деятель.
- 2 ноября — Григорий Мороз — советский партийно-государственный деятель, сотрудник ВЧК-ГПУ.
- 3 ноября — Алексий (Буй) — епископ Православной Российской Церкви.
- 3 ноября — Александр Бадан-Яворенко — украинский коммунистический политический деятель.
- 3 ноября — Марк Вороной (33) — украинский поэт, переводчик, сын писателя Николая Вороного.
- 3 ноября — Мирон Гроссман (53) — деятель ВЧК — ОГПУ — НКВД, начальник Донецкого областного отдела ГПУ (1932—1933), расстрелян.
- 3 ноября — Дамиан (Воскресенский) — епископ Русской православной церкви, архиепископ Курский и Обоянский.
- 3 ноября — Кэтрин Дикин — австралийская пианистка и музыкальный педагог.
- 3 ноября — Мирон Заячковский — активный участник коммунистического движения в Западной Украине, один из руководителей КПЗУ.
- 3 ноября — Николай Зеров — украинский литературовед, поэт — мастер сонетов, лидер группы «неоклассиков», переводчик античной поэзии.
- 3 ноября — Павлин (Крошечкин) (57) — епископ Православной Российской Церкви.
- 3 ноября — Юрий Озерский — украинский советский политический и государственный деятель.
- 3 ноября — Михаил Лозинский (57) — украинский государственный и политический деятель, публицист.
- 3 ноября — Александр Локерман — революционер, лидер профсоюзного движения, член РСДРП с 1898 г. Делегат 2-го съезда партии РСДРП в 1903 г.
- 3 ноября — Лесь Курбас (50) — украинский и советский актёр и театральный режиссёр.
- 3 ноября — Николай Кулиш (44) — украинский драматург, журналист, педагог.
- 3 ноября — Валерьян Пидмогильный (36) — украинский писатель, переводчик.
- 3 ноября — Клим Полищук (46) — украинский писатель, поэт.
- 3 ноября — Степан Рудницкий (59) — украинский географ, картограф, публицист.
- 3 ноября — Павел Филипович (46) — украинский поэт, писатель и историк литературы.
- 3 ноября — Владимир Чеховский (61) — украинский политический и религиозный деятель.
- 3 ноября — Матвей Яворский (51) — украинский советский историк, политический деятель, академик ВУАН.
- 4 ноября — Александр Введенский — обновленческий митрополит Западно-Сибирский.
- 4 ноября — Владимир Ладария (37) — советский государственный и партийный деятель.
- 5 ноября — Владимир Амбарцумов (45) — священномученик из Собора святых новомучеников и исповедников российских, иерей, священнослужитель Русской Православной церкви, родоначальник большого православного рода.
- 5 ноября — Константин Волькенау (74) — генерал-майор армии Российской империи.
- 7 ноября — Виталий Лонгинов (51) — российский химик, доктор химических наук 1922, профессор. Отец океанолога Владимира Лонгинова.
- 8 ноября — Михаил Васильев-Южин (40) — советский государственный и партийный деятель, заместитель председателя Верховного Суда СССР (1924—1937).
- 9 ноября — Серафим (Самойлович) (56) — епископ Православной Российской Церкви.
- 10 ноября — Николай Баталов (37) — российский и советский актёр театра и кино, Заслуженный артист РСФСР (1933); дядя Алексея Баталова.
- 10 ноября — Константин (Дьяков) — епископ Православной Российской Церкви.
- 11 ноября — Иван Алагызов (49) — советский политический деятель, председатель Исполнительного комитета Областного Совета Ойратской автономной области (1924—1931), расстрелян.
- 11 ноября — Рудольф Вакман (43) — эстонский и советский коммунист, по профессии электромонтер, член Всероссийского учредительного собрания, член ЦК Компартии Эстонии.
- 11 ноября — Николай Палиенко (67) — российский, украинский ученый-юрист и теоретик права.
- 13 ноября — Акоп Акопян (71) — армянский советский писатель, основоположник армянской пролетарской литературы.
- 13 ноября — Николай Мигулин (64) — иерей, священномученик, местночтимый святой Украинской Православной Церкви.
- 14 ноября — Михаил Баран (53) — украинский общественно-политический и военный деятель.
- 15 ноября — Рудольф Аустрин (45) — советский государственный деятель, начальник Управления НКВД по Кировской области, старший майор государственной безопасности, расстрелян.
- 15 ноября — Глеб Бокий (58) — видный деятель ЧК/ОГПУ/НКВД, комиссар государственной безопасности 3-го ранга (1935). Один из самых активных создателей системы ГУЛАГа. Расстрелян.
- 15 ноября — Иосиф Блат (43) — сотрудник ЧК-ОГПУ-НКВД СССР, начальник Управления НКВД по Челябинской области(1936—1937), старший майор государственной безопасности, расстрелян.
- 15 ноября — Владимир Стырне — сотрудник ЧК-ОГПУ-НКВД СССР, комиссар государственной безопасности 3-го ранга.
- 16 ноября — Густав Шпет (58) — русский философ, психолог, теоретик искусства, переводчик философской и художественной литературы; расстрелян.
- 17 ноября — Сергей Баранов (47) — советский государственный и партийный деятель, ответственный секретарь Кубанского окружного комитета РКП(б) — ВКП(б) (1925—1926), расстрелян.
- 17 ноября — Яков Весник (43) — основатель и первый директор «Криворожстали».
- 17 ноября — Наум Калюжный — революционер, политический деятель, дипломат Украинской ССР, журналист.
- 18 ноября — Карл Кундзинь (87) — пастор в Смильтене в Лифляндии, латышский писатель.
- 20 ноября — Евгений (Кобранов) (45) — епископ Ростовский, викарий Ярославской епархии, учёный-востоковед. Деятель Русской православной церкви.
- 20 ноября — Иосиф (Петровых) (64) — епископ Православной Российской Церкви.
- 20 ноября — Феофан (Адаменко) (52) — священнослужитель Русской православной церкви.
- 21 ноября — Мелитон Баланчивадзе (74) — грузинский композитор.
- 21 ноября — Мухамеджан Тынышпаев (58) — казахский общественный деятель, железнодорожник, активный участник проектирования и строительства Туркестано-Сибирской магистрали.
- 22 ноября — Сергей Агеев (39) — советский политический деятель, народный комиссар по внутренней торговле РСФСР (1925—1926), расстрелян.
- 22 ноября — Александр Клявс-Клявин (49) — советский политический деятель, ответственный секретарь Новгородского губернского комитета РКП(б) — ВКП(б) (1925—1926), расстрелян.
- 22 ноября — Калистрат Саджая — руководитель подпольного ревкома РКП(б) во время немецкой и французской оккупации Одессы.
- 23 ноября — Прокопий (Титов) (59) — епископ Православной Российской Церкви, архиепископ Херсонский и Николаевский.
- 23 ноября — Иван Скадовский — русский священник. Причислен к лику святых Русской православной церкви в 2000 году.
- 24 ноября — Иван Василевич (43) — советский политический деятель, народный комиссар финансов ССР Белоруссия — Белорусской ССР (1925—1927), расстрелян.
- 24 ноября — Николай Олейников (39) — русский советский писатель, поэт; расстрелян.
- 25 ноября — Василий Белоликов — церковный историк, специалист по истории старообрядчества, профессор Московской богословской академии.
- 25 ноября — Александр Глаголев — протоиерей, священнослужитель Русской православной церкви, богослов.
- 25 ноября — Николай Ивасюк (72) — украинский советский художник.
- 25 ноября — Гео Шкурупий (34) — украинский советский писатель, представитель направления панфутуризм.
- 26 ноября — Андрей Близниченко (49) — советский государственный и партийный деятель, заместитель народного комиссара путей сообщения Украинской ССР (1919), расстрелян.
- 26 ноября — Леонид Вайнер (40) — русский и советский военный деятель.
- 26 ноября — Борис Васильев (48) — советский государственный и партийный деятель, ответственный секретарь Тамбовского губернского комитета РКП(б) (1921—1922), расстрелян.
- 26 ноября — Даниил Волкович (37) — советский политический деятель, председатель СНК Белорусской ССР (1937), расстрелян.
- 26 ноября — Яков Ганецкий (58) — советский государственный и партийный деятель, полномочный и торговый представитель РСФСР в Латвии (1920—1921), расстрелян.
- 26 ноября — Александр Емшанов (46) — советский государственный и партийный деятель, народный комиссар путей сообщения РСФСР (1920—1921), расстрелян.
- 26 ноября — Сильвестр Жуковский (76) — генерал-майор Русской императорской армии, генерал армии Литвы.
- 26 ноября — Андрей Зыков (40) — советский политический деятель, ответственный секретарь Тюменского губернского комитета РКП(б) (1921—1922), расстрелян.
- 26 ноября — Абрам Израилович (54) — советский политический деятель, ответственный секретарь Крымского областного комитета РКП(б) (1921—1922), расстрелян.
- 26 ноября — Эммануил Квиринг (49) — советский государственный деятель.
- 26 ноября — Израиль Клейнер (44) — советский государственный и хозяйственный деятель.
- 26 ноября — Иван Клименко (46) — советский политический деятель, председатель Исполнительного комитета Западно-Сибирского краевого Совета (1930), расстрелян.
- 26 ноября — Александр Краснощёков (57) — российский социал-демократ, впоследствии советский государственный и партийный деятель, участник Гражданской войны на Дальнем Востоке.
- 26 ноября — Пэлжидийн Гэндэн — 2-й глава государства (Председатель Малого Государственного Хурала, 29 ноября 1924 — 15 ноября 1927) и 9-й премьер-министр МНР (председатель Совета министров, 2 июля 1932 — 2 марта 1936).
- 27 ноября — Сергей Андреев (32) — советский политический деятель, генеральный — 1-й секретарь ЦК ЛКСМ Украины (1932—1937), расстрелян.
- 27 ноября — Ахмед-Заки Ахтямов — мулла.
- 27 ноября — Всеволод Балицкий (45) — советский государственный деятель, начальник Управления НКВД по Дальне-Восточному краю, комиссар государственной безопасности I-го ранга (1937), расстрелян.
- 27 ноября — Евгений Вегер (38) — советский государственный и партийный деятель, 1-й секретарь Одесского областного комитета КП(б) Украины (1933—1937), расстрелян.
- 27 ноября — Георгий Извеков — русский, знаток и собиратель русских народных песен, духовный композитор, священник, протоиерей, священномученик.
- 27 ноября — Моисей Калманович — революционер, советский государственный деятель, председатель Госбанка СССР.
- 27 ноября — Анна Калыгина (41) — советский политический деятель, ответственный секретарь Тверского губернского комитета ВКП(б) (1929).
- 27 ноября — Василий Липковский (73) — украинский религиозный деятель.
- 27 ноября — Фили́пп Медве́дь — советский государственный деятель. Высокопоставленный сотрудник НКВД СССР.
- 27 ноября — Рубен Рубенов (43) — революционер, советский партийный и государственный деятель.
- 27 ноября — Исаак Рубин (51) — советский экономист.
- 27 ноября — Даниил Сулимов (46) — советский государственный и партийный деятель.
- 27 ноября — Егише Чаренц (40) — выдающийся армянский поэт и переводчик. Классик армянской литературы.
- 27 ноября — Борис Эльцин — российский революционер, действовал в основном в Башкирии.
- 28 ноября — Эрнест Аппога — советский военный деятель.
- 28 ноября — Мирослава Сопилка (40) — украинская поэтесса и писательница.
- 28 ноября — Павел (Гальковский) (73) — митрополит Иваново-Вознесенский. Деятель Русской православной церкви.
- 28 ноября — Дионисий Чаговец — священнослужитель Русской православной церкви. Местночтимый святой Украинской Православной Церкви.
- 29 ноября — Иван Глушенков (41) — советский государственный и партийный деятель, председатель Исполнительного комитета Псковского окружного Совета (1936—1937), расстрелян.
- 30 ноября — Борис Герасимович (48) — советский астроном.

## Декабрь
- 2 декабря — Екатерина Арборе-Ралли (62) — румынская (молдавская) революционерка.
- 2 декабря — Аркадий Краковецкий (53)
- 2 декабря — Серафим (Александров) (70) — епископ Русской православной церкви, митрополит Казанской и Свияжский.
- 3 декабря — Григорий Ачканов (51) — советский государственный и партийный деятель, народный комиссар почт и телеграфа Одесской Советской Республики (1918 г.), расстрелян.
- 3 декабря — Иннокентий (Пустынский) — епископ Православной Российской Церкви; русский духовный писатель.
- 3 декабря — Макарий (Кармазин) — епископ Русской православной церкви.
- 3 декабря — Шалва Элиава (54) — советский партийный и государственный деятель.
- 4 декабря — Иоасаф (Жевахов) (62) — епископ Православной Российской Церкви.
- 5 декабря — Сергей Буздалин (42) — советский государственный и партийный деятель, народный комиссар внутренних дел Украинской ССР (1924), расстрелян.
- 5 декабря — Михаил Иванов (47) — советский политический деятель, председатель Исполнительного комитета Актюбинского областного Совета (1932—1933), расстрелян.
- 7 декабря — Марк Клугман — советский общественный деятель и учёный, первый ректор Саратовского юридического института им. Д. И. Курского.
- 7 декабря — Борис Ольховый (39) — советский партийный функционер, журналист, литературный критик.
- 7 декабря — Евфимий Сецинский — историк, археолог и культурно-общественный деятель Подолья.
- 8 декабря — Ахмет Байтурсынов (64) — казахский общественный деятель, просветитель, ученый-лингвист, литературовед, тюрколог, переводчик.
- 8 декабря — Виталий Снежный — украинский советский поэт, писатель, журналист.
- 8 декабря — Станислав Ганский — католический священник из дворянского рода Ганских.
- 8 декабря — Антон Гриневич (60) — белорусский общественно-политический деятель, фольклорист, композитор, издатель, педагог.
- 8 декабря — Ахмед-Ясавий Гумеров (42) — советский государственный и партийный деятель, народный комиссар внутренних дел Башкирской АССР (1921—1922), расстрелян.
- 8 декабря — Лев (Черепанов) (49) — епископ Русской православной церкви, епископ Ставропольский.
- 8 декабря — Павел Флоренский (55) — православный священник, богослов, учёный; расстрелян.
- 9 декабря — Эрик Асмус (36) — советский государственный деятель, полномочный представитель СССР в Финляндии, расстрелян.
- 9 декабря — Фридрих Блументаль — политработник Красной Армии.
- 9 декабря — Владимир Головкин — русский советский военный деятель, преподаватель, филателист-исследователь.
- 9 декабря — Павел Горбунов (52) — советский политический и государственный деятель, революционер, член Российской социал-демократической рабочей партии (большевиков), член Правления Государственного Банка СССР.
- 9 декабря — Джавад-бек Мелик-Еганов — азербайджанский государственный и общественный деятель.
- 9 декабря — Михаил Меркулов — эсер, депутат Государственной думы I созыва от Курской губернии.
- 9 декабря — Сергей Петренко-Лунев — советский военный деятель, военный атташе при полпредстве СССР в Германии и Италии, разведчик, комкор.
- 10 декабря — Роза Валетти (61) — немецкая актриса немого кино.
- 10 декабря — Франц Густи (44) — советский государственный и партийный деятель, ответственный секретарь Областного комитета ВКП(б) АССР Немцев Поволжья (1928), расстрелян.
- 10 декабря — Ахметкамал Каспранский (42) — советский политический деятель, ответственный секретарь Башкирского областного комитета РКП(б) (1920), расстрелян.
- 10 декабря — Мовсес Силиков — армянский военачальник.
- 11 декабря — Ян Анвельт (53) — советский военный и политический деятель, профессиональный революционер, один из руководителей Коммунистической партии Эстонии, писатель, публицист.
- 11 декабря — Гая Гай (50) — советский военачальник, участник Гражданской войны.
- 11 декабря — Иван Орахелашвили (56) — советский партийный деятель.
- 12 декабря — Сергей Бергавинов (38) — советский государственный и политический деятель. Первый секретарь Дальне-Восточного краевого комитета ВКП(б). Самоубийство.
- 12 декабря — Михаил Шатилов (55) — сибирский общественный и политический деятель, публицист, этнограф, эсер.
- 14 декабря — Екатерина Вазем (89) — российская артистка балета, прима-балерина Мариинского театра.
- 15 декабря — Александр Беленкович (44) — советский военачальник, участник Гражданской войны, хозяйственный руководитель.
- 15 декабря — Паисий (Москот) — местночтимый святой Украинской Православной Церкви.
- 16 декабря — Александр Житомирский — российский и советский композитор и музыкальный педагог.
- 16 декабря — Тициан Табидзе (42) — грузинский и советский поэт.
- 16 декабря — Иван Тимонов (58) — иерей, священномученик, местночтимый святой Украинской Православной Церкви.
- 16 декабря — Глин Филпот (53) — английский художник, скульптор.
- 17 декабря — Гавриил (Воеводин) (68) — архиепископ Полоцкий и Витебский.
- 17 декабря — Иван Лаврентьев — депутат Государственной думы I созыва от Казанской губернии.
- 17 декабря — Виталий Холостенко (37) — румынский революционер украинского происхождения.
- 19 декабря — Вацлав Богуцкий (43) — белорусский и польский большевистский деятель.
- 20 декабря — Эрих Людендорф (72) — немецкий генерал-полковник.
- 20 декабря — Мустафа Махмудов — азербайджанский педагог, депутат Государственной думы II созыва от Бакинской губернии, секретарь Азербайджанского национального совета.
- 20 декабря — Николай Мельников-Разведенков (70) — российский патологоанатом, доктор медицинских наук, профессор.
- 20 декабря — Степан Некрашевич (54) — белорусский учёный-языковед и общественный деятель, инициатор создания и первый председатель Института белорусской культуры.
- 20 декабря — Ипполит Претро (65) — русский архитектор.
- 21 декабря — Михаил Алабовский — русский священник.
- 21 декабря — Яков Браун (48) — писатель, литературный и театральный критик, журналист.
- 21 декабря — Фрэнк Келлог (80) — американский государственный деятель, 45-й Госсекретарь США, прославившийся на этом посту подписанием Пакта Бриана — Келлога; лауреат Нобелевской премии мира (1929).
- 21 декабря — Анатолий Орлов — протоиерей, русский богослов и церковный историк.
- 22 декабря — Антоний (Горбань) — местночтимый святой Украинской Православной Церкви.
- 22 декабря — Владимир Василевский — местночтимый святой Украинской Православной Церкви.
- 22 декабря — Роман Семашкевич — советский живописец и график белорусского происхождения, участник группы «Тринадцать».
- 23 декабря — Ахмед Хатков (36) — адыгейский советский писатель.
- 24 декабря — Теодор Блекис (40) — советский государственный и партийный деятель, председатель Алтайского краевого Суда (1937), расстрелян.
- 25 декабря — Давид Гуревич (38) — советский государственный и партийный деятель, ответственный секретарь Александровского — Запорожского губернского комитета КП(б) Украины (1920—1922), расстрелян.
- 28 декабря — Пётр Волков (41) — советский государственный и партийный деятель, народный комиссар снабжения РСФСР (1933—1934), расстрелян.
- 28 декабря — Иван Дичев (40) — советский государственный и партийный деятель, председатель Исполнительного комитета Брянского губернского Совета (1927—1928), расстрелян.
- 28 декабря — Викторин Добронравов (48) — протоиерей.
- 28 декабря — Морис Равель (62) — французский композитор-импрессионист, один из реформаторов и самых значительных деятелей музыки XX века.
- 29 декабря — Аркадий (Остальский) — епископ Русской православной церкви, епископ Бежецкий, викарий Калининской епархии.
- 29 декабря — Василий Врагов (65) — крестьянин, депутат Государственной думы I созыва от Пензенской губернии.
- 30 декабря — Зейлик Бардичевер (34) — бессарабский еврейский поэт-песенник, автор-исполнитель песен на идише, драматург.
- 30 декабря — Григорий Заржицкий (43) — советский политический деятель, председатель Исполнительного комитета Ярославского областного Совета (1936—1937), расстрелян.
- 30 декабря — Алексанндр Курс (45) — советский драматург, сценарист.
- 30 декабря — Александр Цвикевич (49) — белорусский общественно-политический деятель.
- 31 декабря — Самуил Бубновский (35) — активный участник большевистского подполья в Бессарабии в составе Румынии.

## Дата неизвестна или требует уточнения
- Александр Бриллиантов (род. в 1869) — сибирский священник РПЦ, депутат Государственной думы Российской империи II созыва (1907) от Енисейской губернии, член Учредительного собрания России (1917 — январь 1918), член ВЦИК, городской голова Уфы (1917—1918); умер в лагере, год смерти установлен приблизительно.